# Orientblomsterpickare
Orientblomsterpickare (Dicaeum ignipectus) är en asiatisk tätting i familjen blomsterpickare med vid utbredning från Himalaya till Sydöstasien.

## Kännetecken

### Utseende
Orientblomsterpickaren är en mycket liten (7-9 cm) fågel med för familjen karakteristiskt kort stjärt och kort, något böjd näbb. Hanen är metalliskt blå eller grön ovan och beigefärgad under med rött bröst och därunder ett längsgående svart sträck längs med bukens mitt. Huvud- och bröstsidan är svartaktig. Honan är olivgrön ovan med oangebeige strupe och bröst. Ungfågeln har mattare ovansida och gråare undersida.

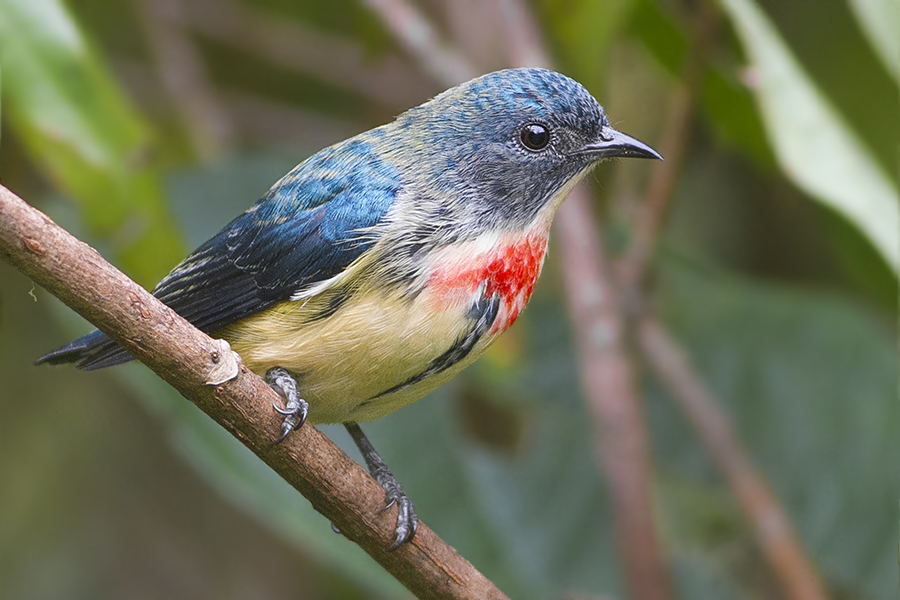
Hane i Sikkim, Indien.

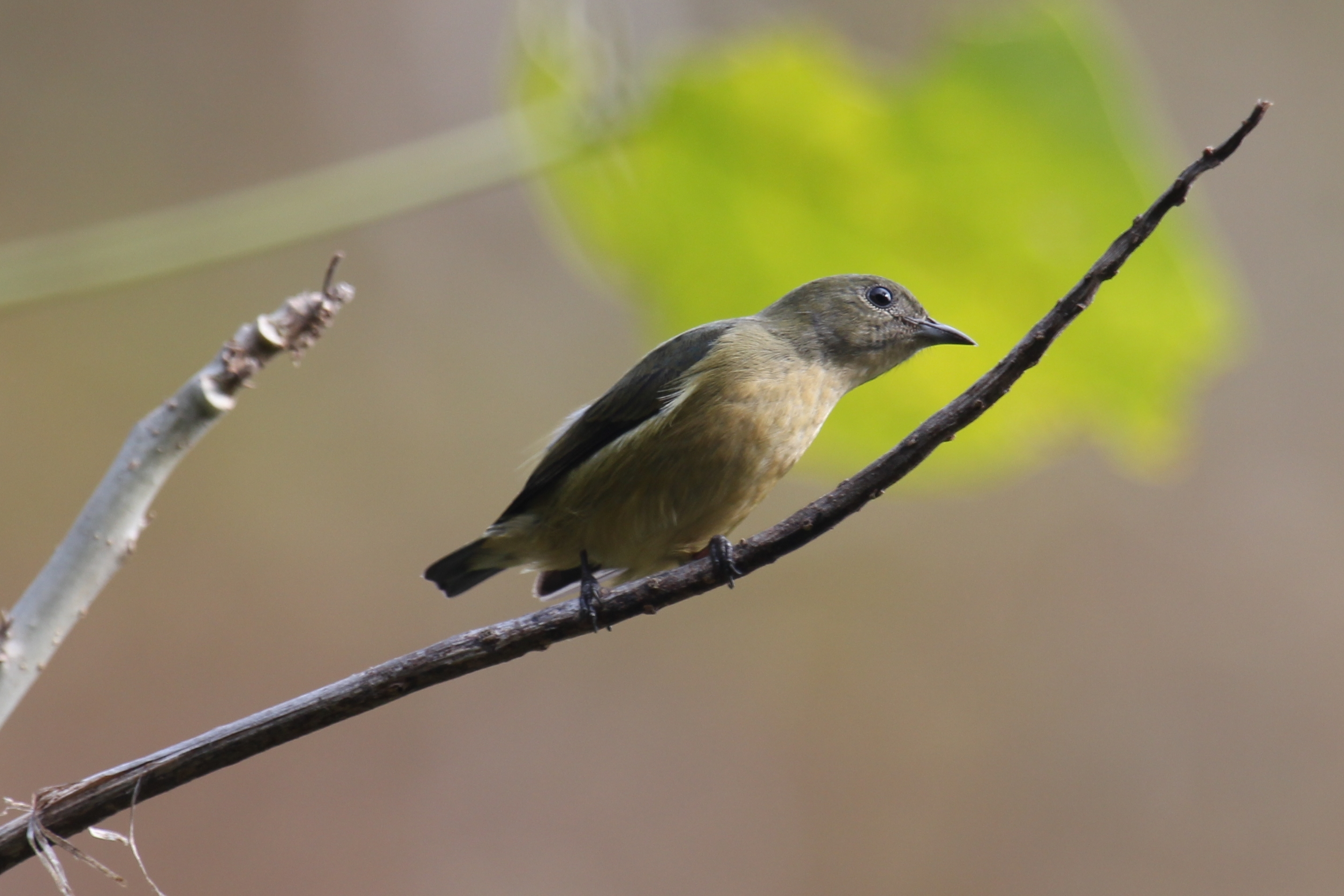
Hona.

Sumatrablomsterpickaren saknar det röda på bröstet och är gråsvart istället på örontäckare och bukstrecket. Vidare är honan snarare grönaktig än beige under. Kambodjablomsterpickaren har heller inget rött bröst, med grönsvart huvudsida, ljust mustaschstreck, olivtonade flanker och längre näbb. Eldbröstad blomsterpickare i Filippinerna har istället mer utbrett rött på bröstet samt är något större.

### Läten
Sången är en ljus och gäll serie: "tissit tissit tissit tissit" eller "titty-titty-titty-titty". Bland lätena hörs vassa "dik" eller "chip".

## Utbredning och systematik
Orientblomsterpickaren delas in i tre underarter med följande utbredning:
- ignipectus-gruppen
  - Dicaeum ignipectus ignipectus – Himalaya till östra Kina, norra och centrala Indokina, norra Thailand och Myanmar
  - Dicaeum ignipectus dolichorhynchum – bergstrakter på Malackahalvön
  - Dicaeum ignipectus formosum – bergsskogar på Taiwan

Tidigare inkluderades sumatrablomsterpickare (Dicaeum beccarii), kambodjablomsterpickare (Dicaeum cambodianum) och eldstrupig blomsterpickare (Dicaeum luzoniense) i arten. Dessa urskiljs sedan 2016 som egna arter av Birdlife International och naturvårdsunionen IUCN, sedan 2023 även eBird/Clements och IOC.

## Levnadssätt
Orientblomsterpickaren hittas i städsegrön lövskog och ungskog på mellan 450 och 2565 meters höjd. Den ses vanligen i trädtopparna på jakt efter frukt och nektar, framför allt från mistlar som Scurrula rhododendricolus och fikon. I Sydostasien häckar den mellan mars och augusti. Den bygger ett pendelformat bo som hängs från en gren, tre till nio meter ovan mark, vari den lägger två till tre ägg.

## Status och hot
Arten har ett stort utbredningsområde, men tros minska i antal, dock inte tillräckligt kraftigt för att den ska betraktas som hotad. Internationella naturvårdsunionen IUCN listar arten som livskraftig (LC).